# Fehéres apróbagoly
A fehéres apróbagoly (Pseudeustrotia candidula) a rovarok (Insecta) osztályának a lepkék (Lepidoptera) rendjéhez, ezen belül a bagolylepkefélék (Noctuidae) családjához tartozó faj.

## Elterjedése
Közép-és Délkelet-Európában és Oroszország európai részén gyakori. Az Atlanti-óceán part menti régióiban Franciaország, Belgium és Hollandia, valamint a Brit-szigetek területén előfordulása csekély, hiányzik az Ibériai-félszigeten (kivéve a spanyol Pireneusok) és a földközi-tengeri szigeteken. Keleten megtalálható Kis-Ázsiában, Oroszországban a kaukázusi térségben és az Urálban; Iránban, Közép-Ázsiában, Dél-Szibériában, Mongóliában, Észak-Kínában, a Koreai-félszigeten és Japánban.

## Megjelenése
- lepke: szárnyfesztávolsága:  23–26 mm. Az első szárnyak alapszíne halvány rózsaszín, két hullámos keresztirányú vonallal, sötét háromszög folttal, innen a lepke neve. A hátsó szárnyak fehérek, az elülső élük barna.
- pete: félgömb alakú, erős hosszanti bordákkal.
- hernyó: zöld, sárga szegmensvonalakkal, a hátsó oldalvonal zöld és fehér.
- báb: sárgásbarna.

## Életmódja
- nemzedék: egy vagy két nemzedéke lehet egy évben, az első május végétől július közepéig rajzik, a második generáció csak kedvező éghajlati vagy időjárási feltételek esetén repül augusztustól szeptemberig. A lepkék a réti füzény (Lythrum salicaria) virágain táplálkoznak.
- hernyók tápnövényei: juhsóska (Rumex acetosella), kígyógyökerű keserűfű (Polygonum bistorta) és egyéb kisebb növények.  A báb telel át.

## Fordítás
- Ez a szócikk részben vagy egészben  a   Dreieck-Grasmotteneulchen című német Wikipédia-szócikk fordításán alapul.  Az eredeti cikk szerkesztőit annak laptörténete sorolja fel. Ez a jelzés csupán a megfogalmazás eredetét és a szerzői jogokat jelzi, nem szolgál a cikkben szereplő információk forrásmegjelöléseként.